# Призованият не се яви
„Призованият не се яви“ е български игрален филм (драма) от 1965 година на режисьора Владислав Икономов, по сценарий на Свобода Бъчварова. Оператор е Емил Вагенщайн. Музиката във филма е композирана от Кирил Цибулка.

## Сюжет
Следователят Богданов, председател на партийната анкетна комисия, иска да разкрие истината за гибелта на нелегален партиен ръководител, защото трябва да възстанови доброто име на невинно обвинения.

## Актьорски състав
Роли във филма изпълняват актьорите:
- Асен Миланов – Богданов
- Славка Славова – Мария Велева
- Васил Попилиев – Секулов
- Цветана Островска – Ружа
- Петър Пенков – Иларион
- Иван Касабов – Борис
- Стоян Гъдев – Иван
- Весела Благоева – Дина
- Стефан Петров – Партийният секретар